# Большая Сосьва
Большая Сосьва — река на западе Ханты-Мансийского автономного округа России.
Длина реки — 69 км, площадь водосборного бассейна — 707 км². Протекает по территории Берёзовского района. Берёт начало с восточных склонов Северного Урала. Слиянием с Малой Сосьвой образует Северную Сосьву в 754 км от устья, являясь её левой составляющей.

## Данные водного реестра
По данным государственного водного реестра России относится к Нижнеобскому бассейновому округу, водохозяйственный участок реки — Северная Сосьва, речной подбассейн реки — Северная Сосьва. Речной бассейн реки — (Нижняя) Обь от впадения Иртыша.
По данным геоинформационной системы водохозяйственного районирования территории РФ, подготовленной Федеральным агентством водных ресурсов:
- Код водного объекта в государственном водном реестре — 15020200112115300023430
- Код по гидрологической изученности (ГИ) — 115302343
- Код бассейна — 15.02.02.001
- Номер тома по ГИ — 15
- Выпуск по ГИ — 3